# Perania
Perania is een geslacht van spinnen uit de  familie van de Tetrablemmidae.

## Soorten
- Perania armata (Thorell, 1890)
- Perania birmanica (Thorell, 1898)
- Perania cerastes Schwendinger, 1994
- Perania coryne Schwendinger, 1994
- Perania nasicornis Schwendinger, 1994
- Perania nasuta Schwendinger, 1989
- Perania nigra (Thorell, 1890)
- Perania picea (Thorell, 1890)
- Perania robusta Schwendinger, 1989
- Perania siamensis Schwendinger, 1994